# Avers

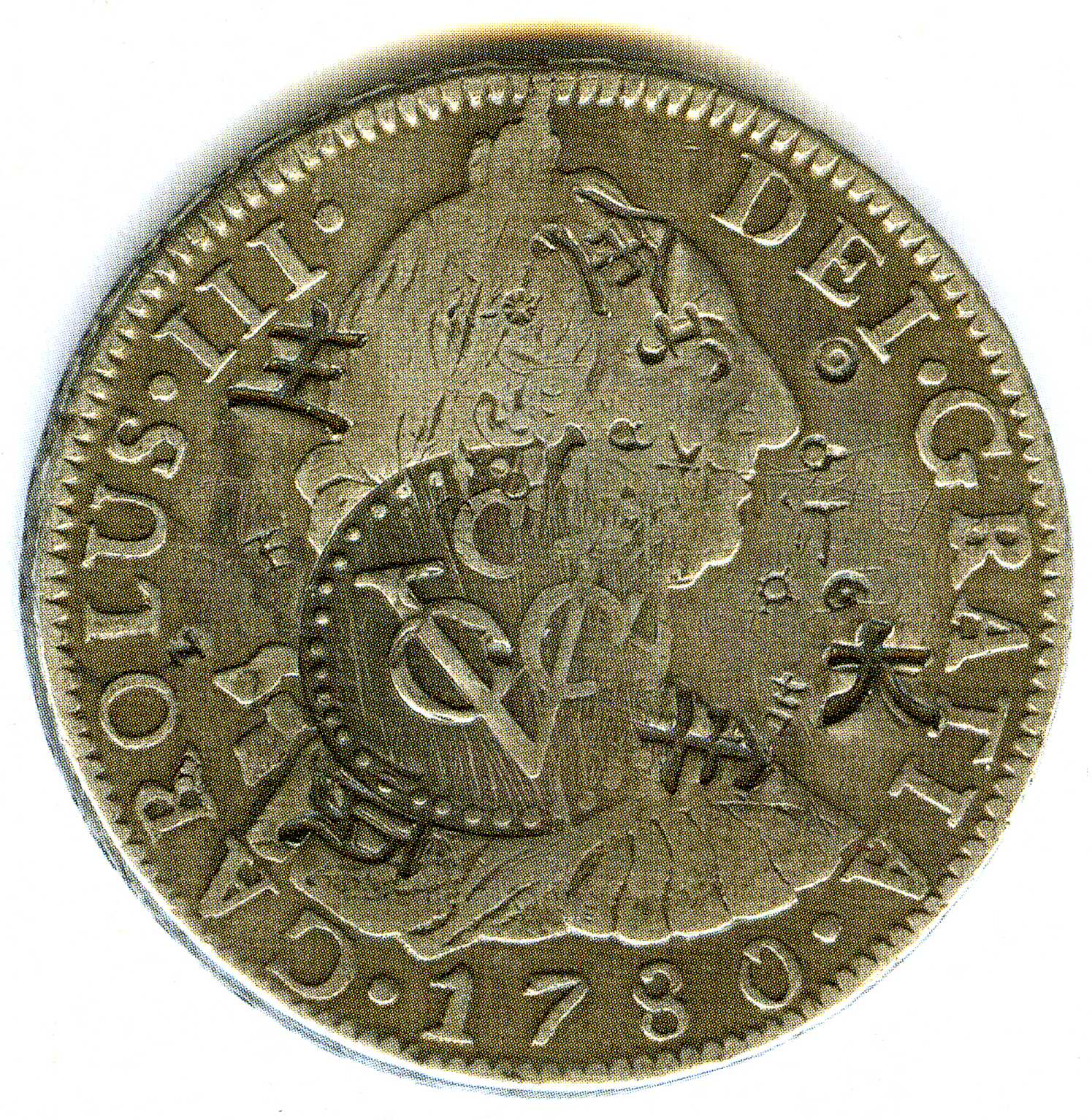
Moneda cu valoarea nominală de 8 reali, emisă sub Carlos III (Spania), în 1780.

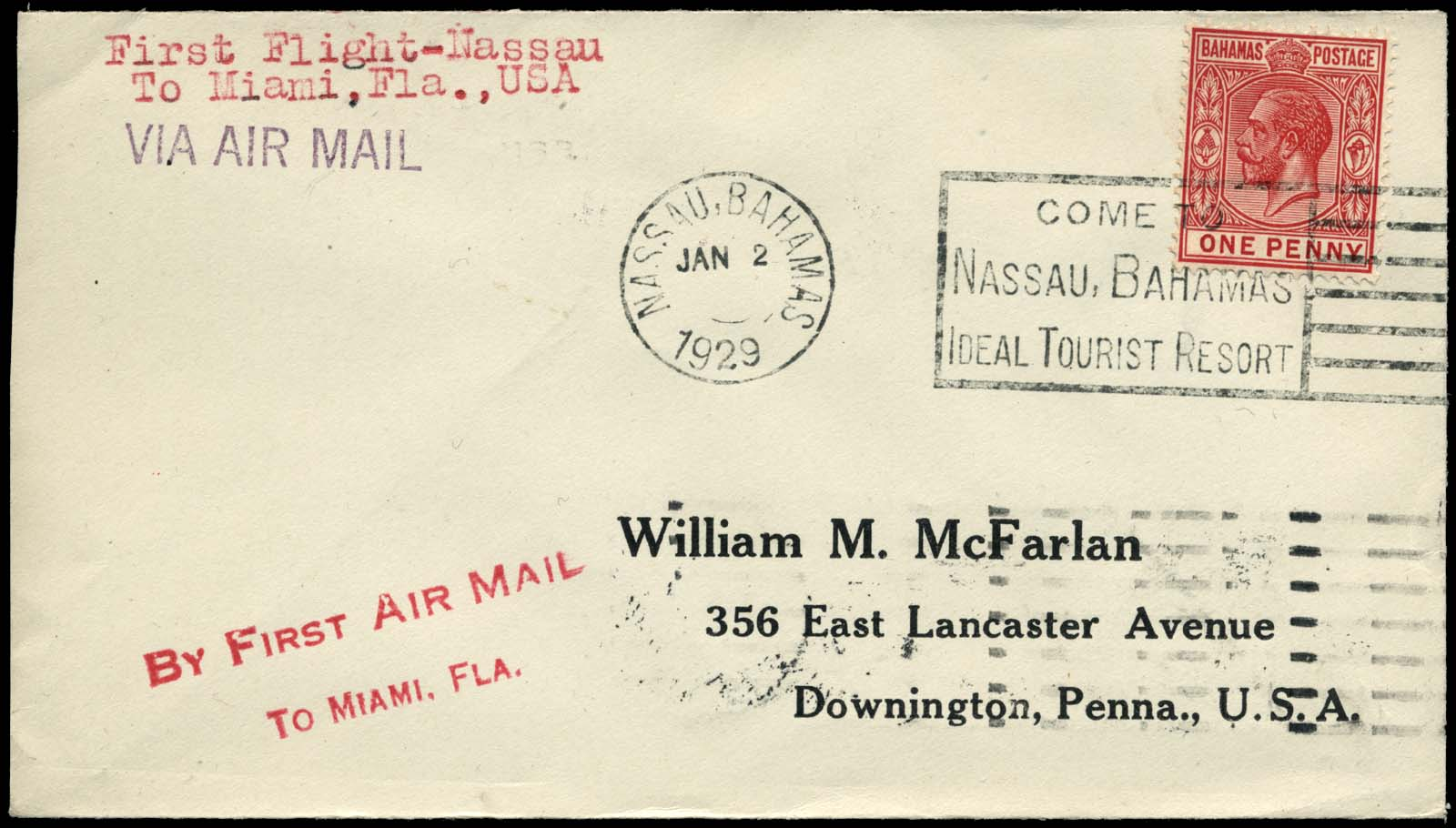
Față (avers), a unui plic poștal tradițional.

Față, avers (provine de la latinescul cuvânt-compus anteversus, cuvânt prin apocopare din termenul ante, „înainte”, „în față”, și termenul versus, „dos”, „spate”) este acea parte sau fațetă, care îndeplinește rol de parte principală la o monedă și/sau la o medalie, fiind acea fațetă pe care se află imprimat un bust sau vreo efigie⁠(d) (reprezentând  regele, principele, vreo anume persoană, vreo insignă⁠(d) sau vreo alegorie). Este opusul acelui "spate al monedei" numit revers, revers care îndeplinește rolul de "parte secundară" a monedei.
Prin extensie, este numită, de asemenea, avers (partea din față) fața principală a, spre exemplu, unui plic sau unei hârtii notariale numerotate, etc.